# Pont transbordeur du Martrou
Le pont transbordeur du Martrou est l’œuvre de l’ingénieur et constructeur Ferdinand Arnodin. Situé entre Rochefort et Échillais en Charente-Maritime, il a été inauguré le 29 juillet 1900. Il est alors le fruit de multiples réflexions sur le franchissement de la Charente dès la création de la ville de Rochefort. 
En péril après la Seconde Guerre mondiale, et rendu moins utile par la construction d'un pont, il arrête ses activités en 1975 et on prévoit sa démolition, mais il est classé monument historique en 1976. Il est réhabilité entre 1980 et 1994 et a dès lors une utilisation essentiellement touristique. Une nouvelle restauration a eu lieu entre 2016 et 2020.

## Présentation
Le pont transbordeur du Martrou est un ouvrage d'art métallique permettant de relier les deux rives de la Charente, entre les villes de Rochefort et d'Échillais, sans gêner la navigation des cargos qui desservent le Port de commerce de Rochefort et le Port de Tonnay-Charente. C'est le dernier pont transbordeur en fonction en France. Il se situe entre Rochefort et Échillais, dans le département de la Charente-Maritime, en région Nouvelle-Aquitaine, en France.
Ce pont est fondé sur 8 piles en maçonnerie, une sous chaque soutien métallique, d'une profondeur de 19,5 mètres sur la rive Nord côté Rochefort et 8,5 mètres sur la rive Sud côté Échillais, sur lesquelles reposent 4 pylônes métalliques hauts de 66,25 mètres qui sont situés 2 × 2 de part et d'autre de la Charente. Un tablier métallique de 175,50 mètres de long, culminant à 50 mètres au-dessus des plus hautes eaux où circule un chariot roulant, relie ces 4 pylônes entre eux. L'espace entre les piles est de 129 mètres et l'espace de quai à quai de 150 mètres.
Une nacelle située au niveau de la route permet aux usagers de passer d'une rive à l'autre. Elle est suspendue au tablier par des câbles croisés et se déplace sur les deux rails du tablier, composé de 24 paires de galets, tirée au moyen d'un câble qui descend et s'enroule et se déroule sur un treuil à tambour fixé au sol dans la machinerie qui se trouve dans un local côté Rochefort. L'énergie du treuil est fournie par un moteur électrique (à l'origine, un moteur à vapeur, jusqu'en 1927).

## Historique
Les travaux du pont transbordeur en vue de remplacer un bac devenu insuffisant pour le trafic commencent en mars 1898 pour se terminer en juillet 1900, sous la direction de Ferdinand Arnodin.
Le pont est inauguré le 29 juillet 1900, après 27 mois de travaux. Il aura coûté 586 500 francs de l'époque, et est prévu pour transporter à chaque traversée, 9 voitures à cheval à 2 attelages et 50 piétons ou bien 200 piétons seuls. Sa capacité est de 14 tonnes. La traversée dure, hors temps d'embarquement et de débarquement, 75 secondes. 
Le 1er août 1912, Lucien Deneau passa sous le tablier du pont transbordeur de Rochefort à bord de son avion.
Entre 1933 et 1934, des amorces de rupture sont décelées dans les poutres de rigidité des membrures inférieures. Ces poutres faisant partie du tablier sont remplacées et modifiées et des travaux de consolidation sont menés par l'entreprise Fives-Lille-Cail. La charge maximale de la nacelle passe alors à 16 tonnes.
Durant l'après-guerre, de nouveaux travaux de consolidation sont menés. Cependant, les temps d'attente deviennent de plus en plus longs du fait de l'augmentation du trafic sur la route qui le traverse avec quelquefois 500 m de file d'attente de part et d'autre de l'ouvrage. Dès 1967, un nouveau pont à tablier levant est construit en aval à une centaine de mètres et, en 1975, un budget de 1,4 million de francs est alloué en prévision de la démolition du pont transbordeur. Mais le 30 avril 1976, son classement comme monument historique lui évite la destruction.
Entre 1980 et 1994, le pont est réhabilité avec des financements de la CEE. 7 millions de francs seront utilisés pour la rénovation globale : remplacement de pièces métalliques de l'ossature, rénovation du platelage de la nacelle, contrôle général de toute l'ossature métallique et de toute la câblerie, mise en peinture etc. Puis il est ré-inauguré et remis en service pour une exploitation touristique à la période estivale. Les véhicules non immatriculés, vélos, cyclomoteurs, etc. et les piétons peuvent de nouveau l'emprunter.
Parallèlement, le pont levant situé en aval est remplacé par le viaduc de Martrou (ou viaduc de l'estuaire de la Charente) inauguré en 1991. Construit en béton précontraint et disposant de 2 × 2 voies, il est prévu d'origine pour l'accroissement du trafic routier, à péage pour les véhicules extérieurs au département de la Charente-Maritime jusqu'au 1er janvier 2004. Le pont levant est détruit quelques mois plus tard ; il n'en reste aujourd'hui que la base des 4 piles en béton armé.
De 2016 à 2020, une restauration de l'ouvrage est entreprise, avec remplacement du tablier à âmes pleines datant de 1933 par un tablier à treillis comme à l'origine. Les traversées à bord de la nacelle du pont transbordeur sont interrompues pendant la durée des travaux. La réouverture au public est annoncée pour l'anniversaire de ses 120 ans.

## Cinéma
De mai à août 1966, le transbordeur sert de décor à la scène inaugurale du film de Jacques Demy, Les Demoiselles de Rochefort où l'on voit arriver la caravane foraine traversant la Charente, et où la nacelle suspendue fait office de plateau pour une composition chorégraphique. Jacques Demy avait envisagé de le faire peindre en rose pour son film, mais les habitants refusèrent. C'était alors le dernier pont-transbordeur utilisé en France.
Il apparaît également à maintes reprises dans le téléfilm La boule noire (2014) de Denis Malleval, adapté du roman de Georges Simenon.

## Galerie d'images

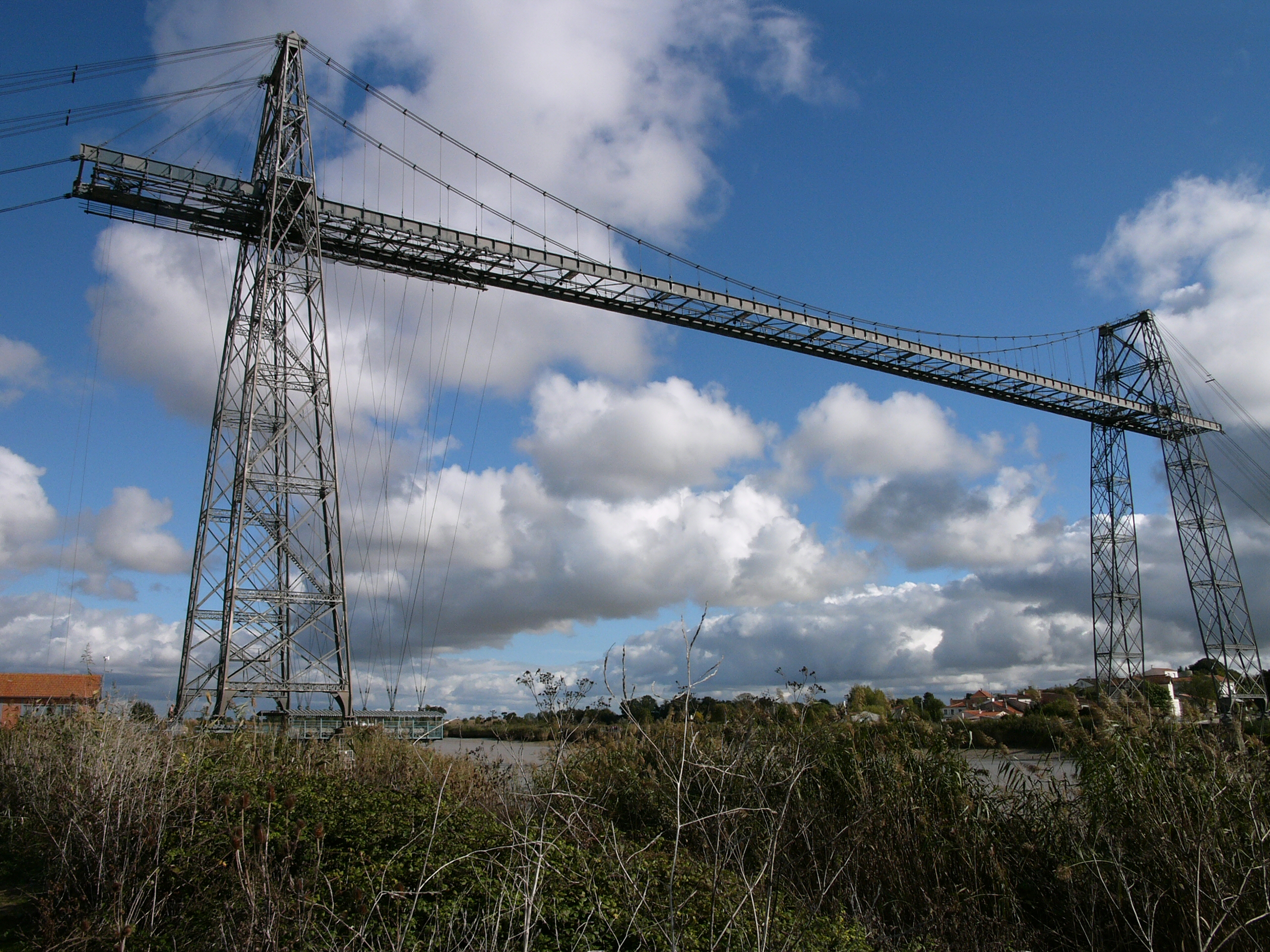
Pont transbordeur vu côté rive nord.
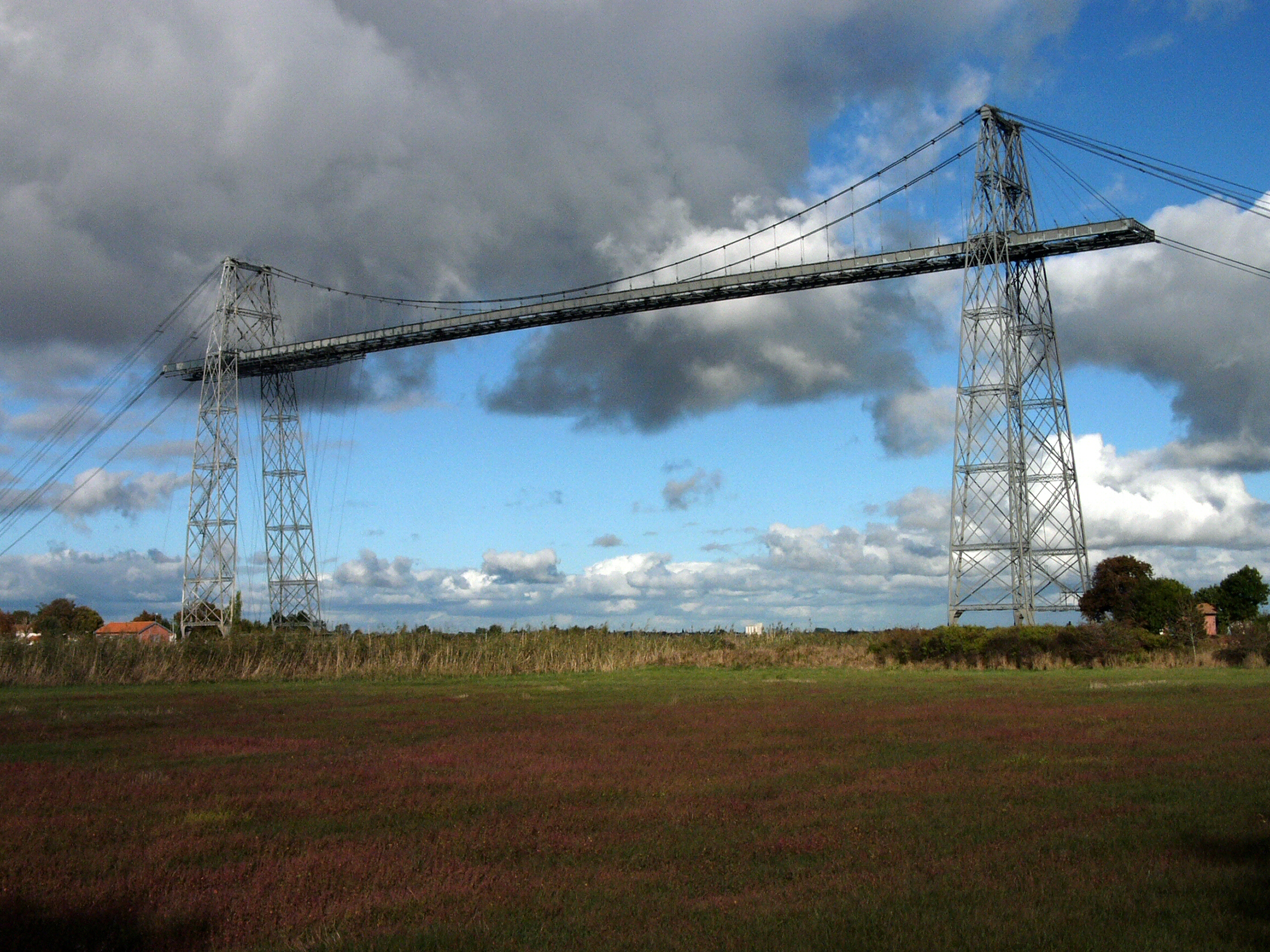
Pont transbordeur vu côté rive sud.
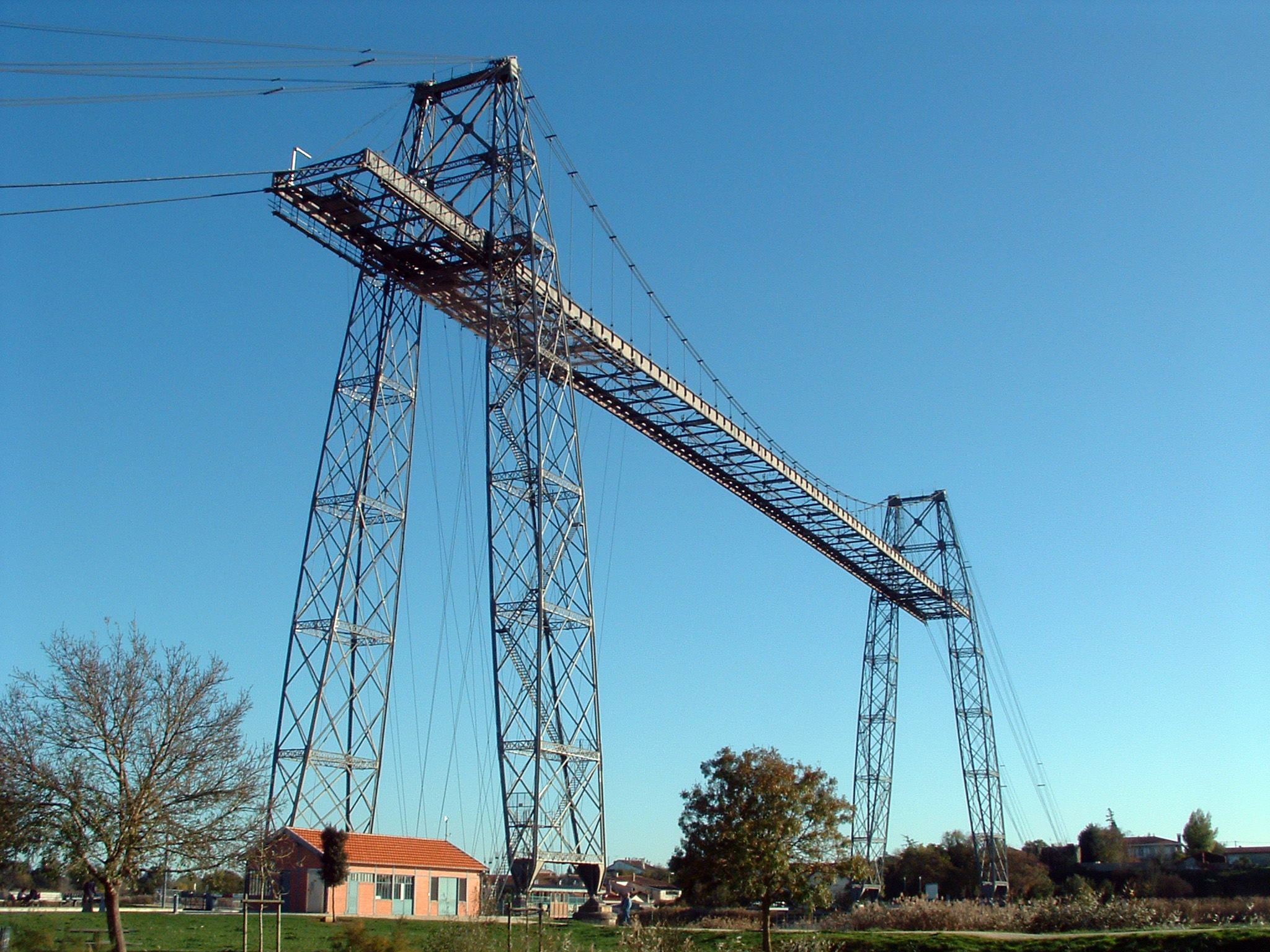
Vue d'ensemble du pont-transbordeur. En bas le local machinerie
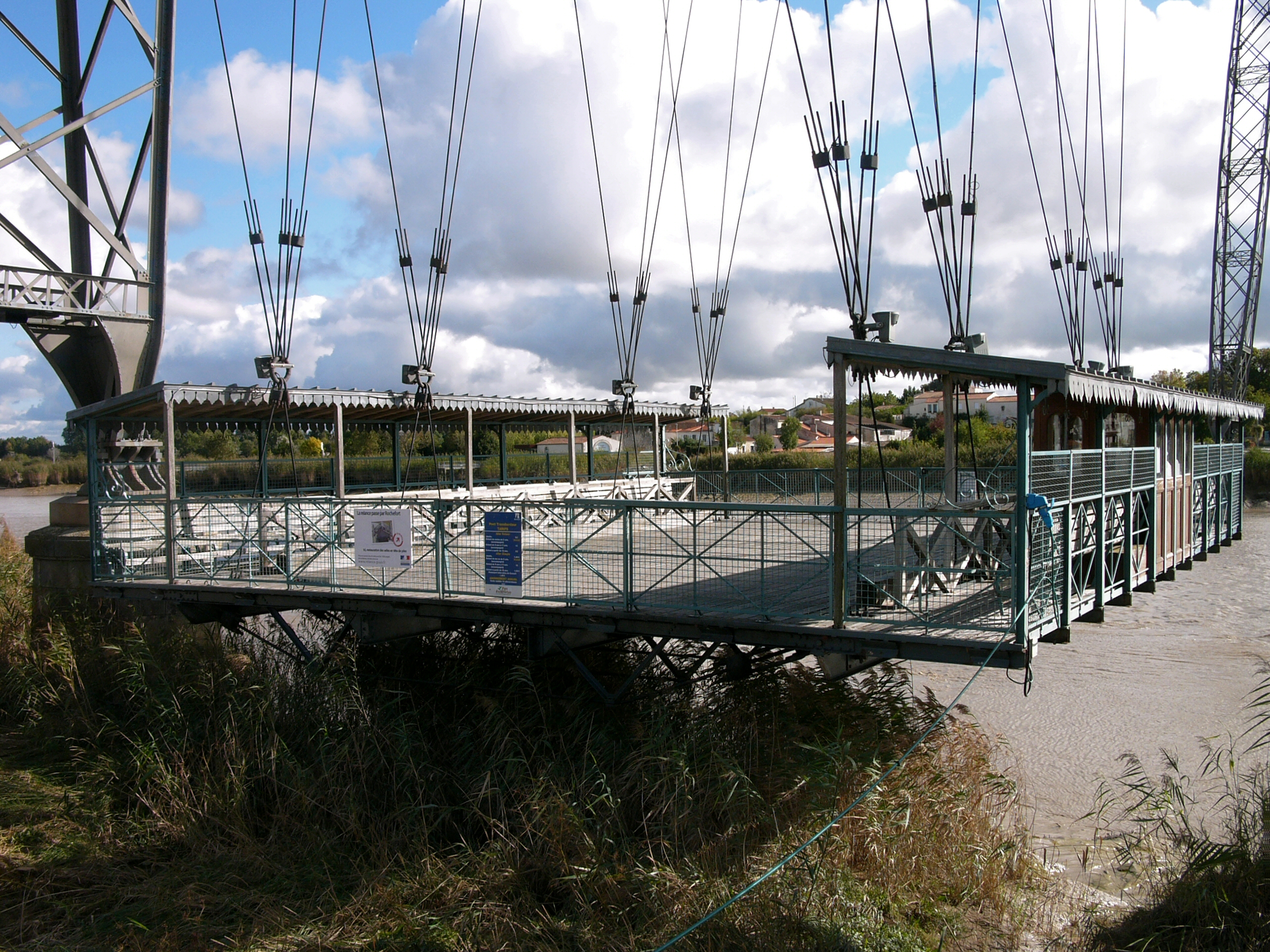
La nacelle avec les passages piétons de chaque côté.
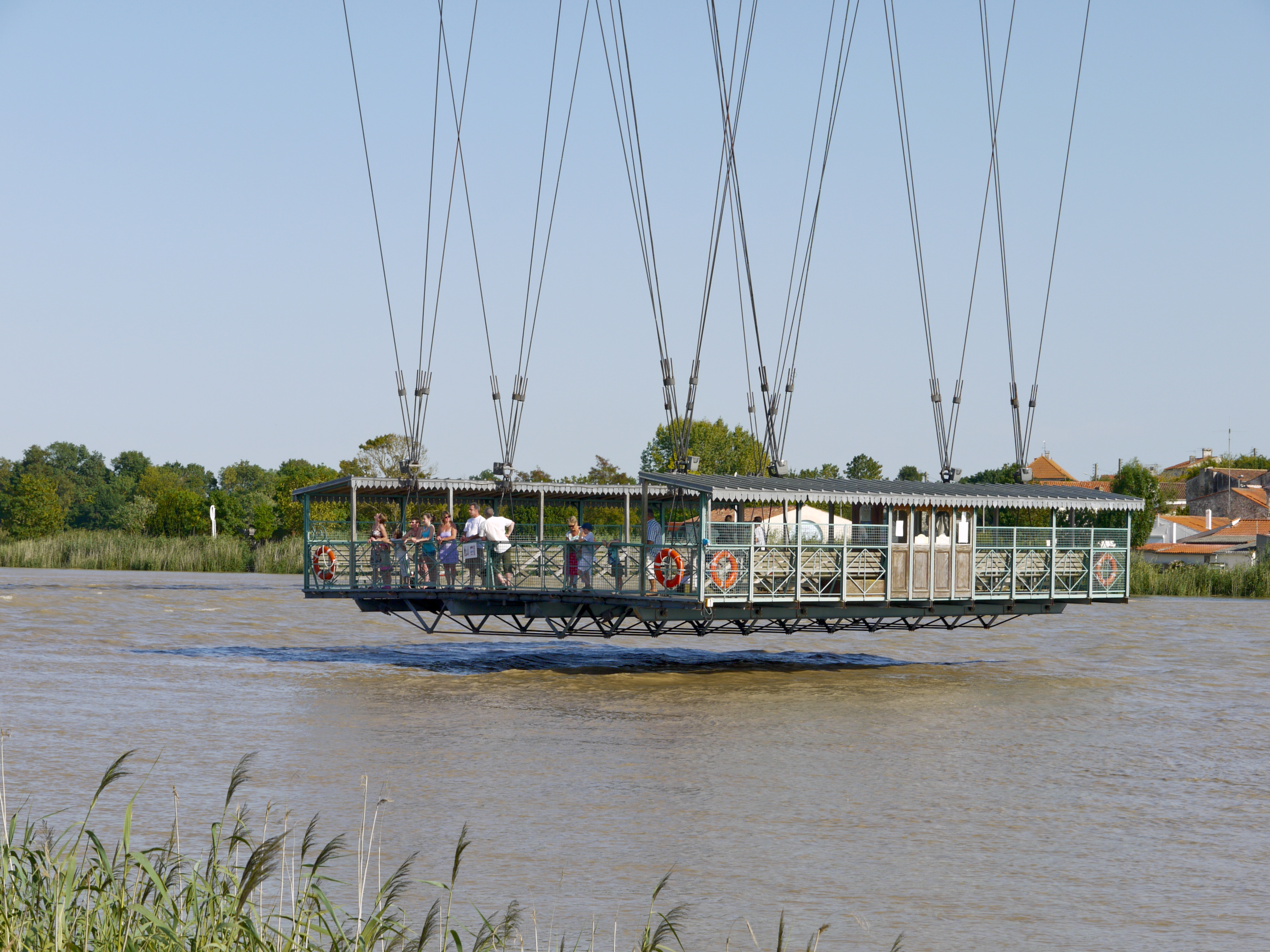
La nacelle en translation au dessus du fleuve.
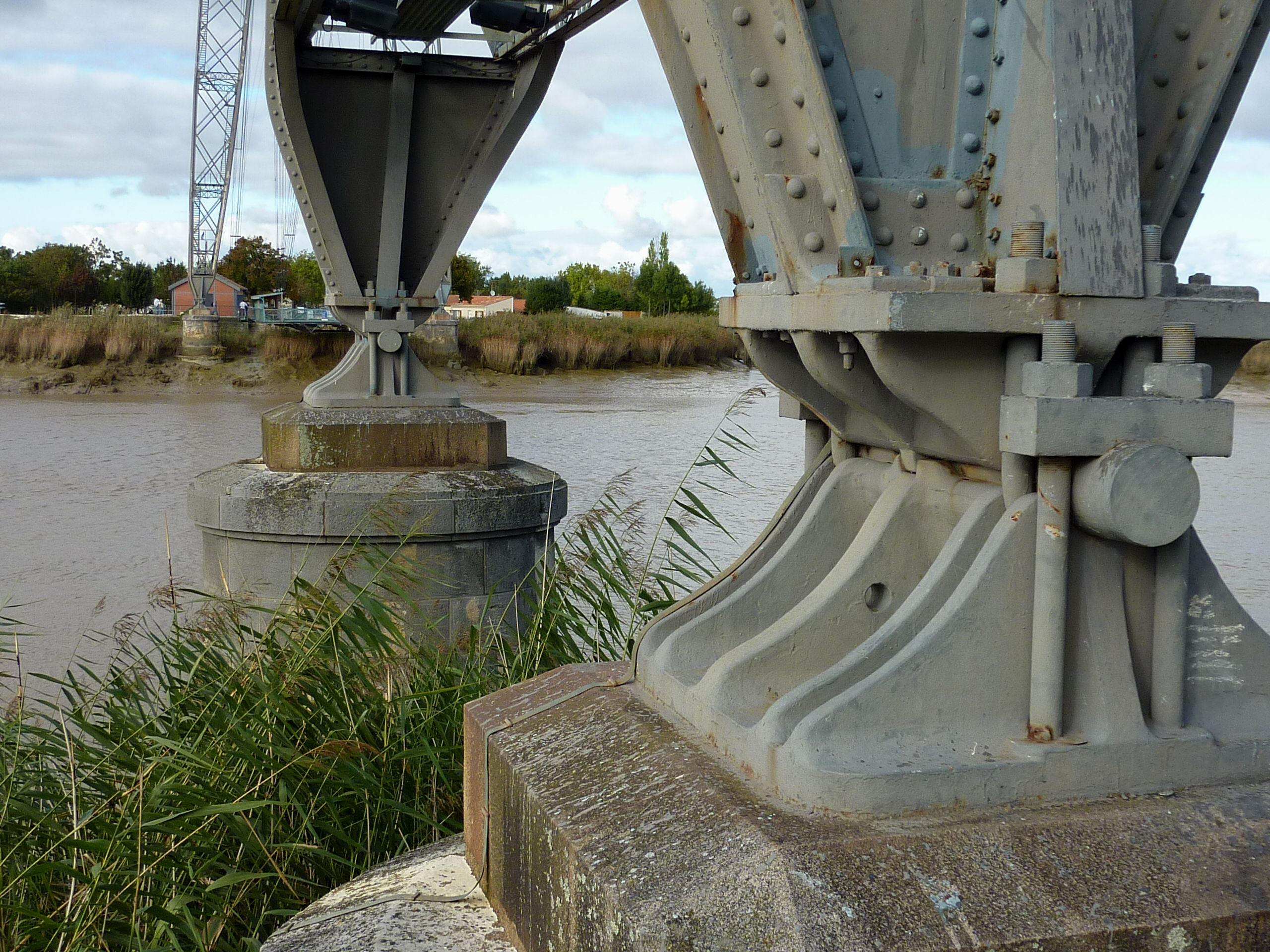
Piles de fondations du pont en maçonnerie avec les articulations situées en bas des piles métalliques .
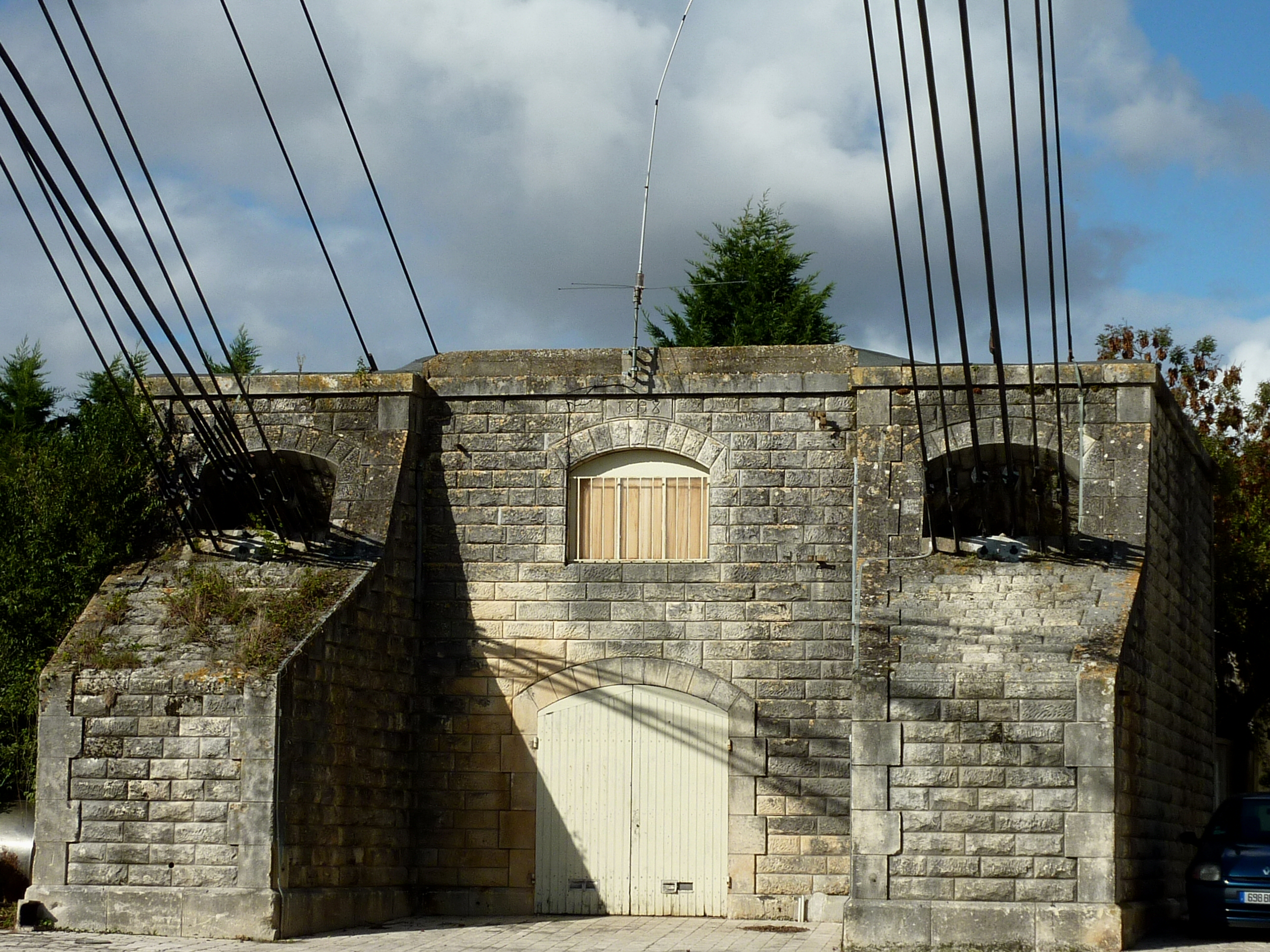
Massif d'ancrage situé de chaque côté sur les rives qui servent à l'équilibre du pont.
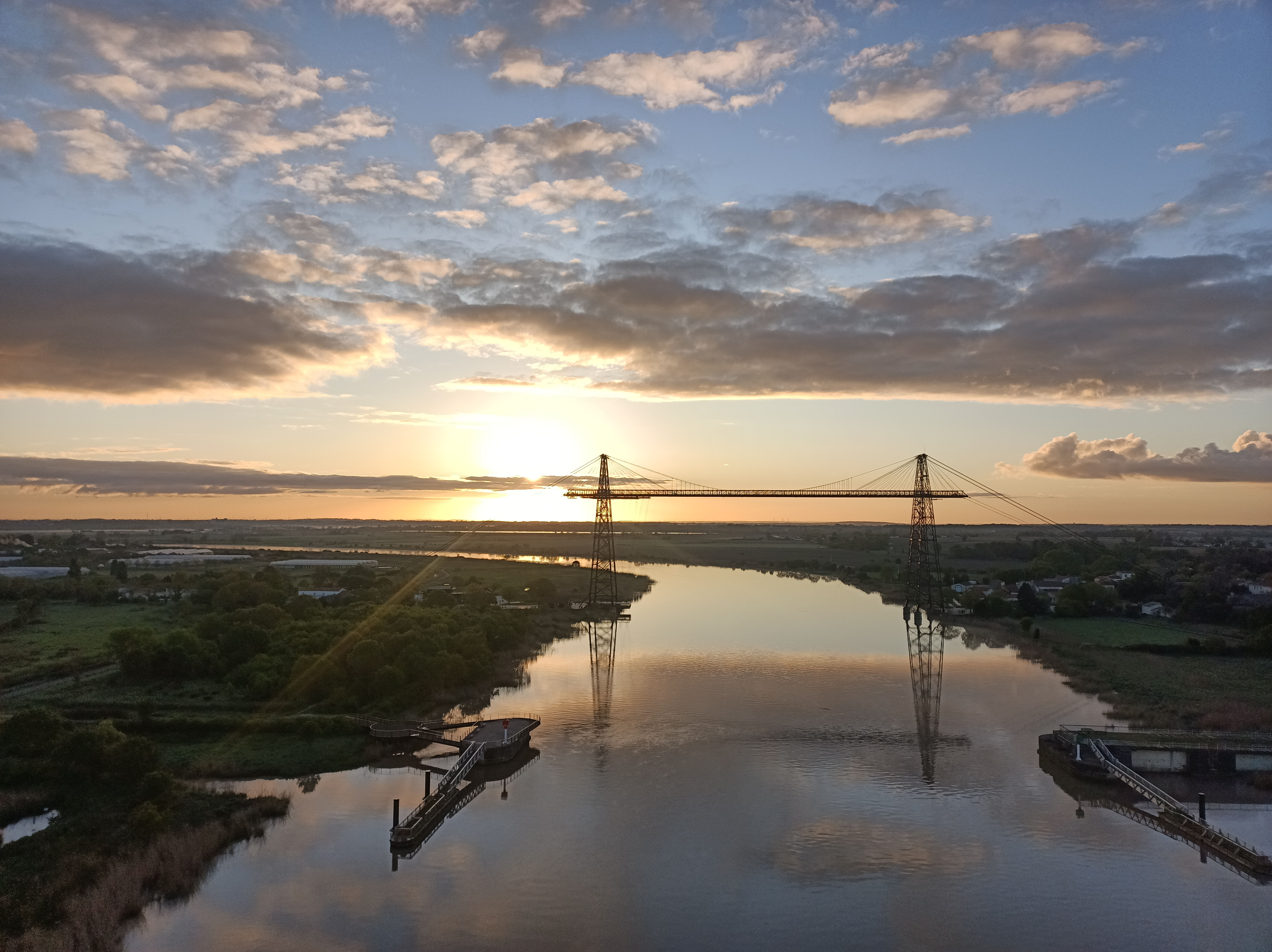
Le pont, un matin.